# Spergularia depauperata
Spergularia depauperata là loài thực vật có hoa thuộc họ Cẩm chướng. Loài này được (Naudin) Rohrb. miêu tả khoa học đầu tiên năm 1872.